# 谢卫
谢卫（1965年—），汉族，中华人民共和国政治人物、第十一届全国政协委员。
加入中国民主同盟，担任民盟中央委员、交银施罗德基金管理有限公司副总经理。2008年，当选第十一届全国政协委员，代表中国民主同盟，分入第六组。并担任社会和法制委员会专委。2018年1月，当选第十三届全国政协委员。